# عصاب
العُصَاب (Neurosis) هو نوع من أنواع الخوف الذي يؤدي إلى اضطراب في الشخصية والتوازن النفسي. وهو اضطراب عصبي وظيفي غير مصحوب بتغير بنيوي في الجهاز العصبي. ترافقه في كثير من الأحيان أعراض هستيريا، وحصر نفسي، وهواجس مختلفة، ومريض العصاب لا يعاني من الهلوسة أو من فقدان الصلة مع الواقع. أما سلوك الأشخاص الذين يعانون من العصاب فهو سلوك عادي وطبيعي (سلوك مقبول ضمن المعايير الاجتماعية السائدة).
العصاب هو اضطراب ناتج عن تضافر عدة عوامل، على رأسها صراعات لا شعورية تظهر في صورة أعراض جسدية ونفسية، مثل القلق، والوساوس، والأفكار المتسلطة، والمخاوف غير الطبيعية، بالإضافة إلى اضطرابات جسدية، وحركية، وحسية متعددة تعيق الفرد عن ممارسة حياته بشكل سوي في المجتمع الذي يعيش فيه، وقد تدفعه أحيانًا إلى القتل أو الانتحار.

## لمحة تاريخية
ولعل العُصَابات قديمة قدم الجنس البشري نفسه. ونحن نقع على وصف لها في كثير من المصنفات التراثية وبخاصة غير الطبية منها. أما الدراسة الطبية النظامية للاضطرابات العصابية فلم تستهل إلا في منتصف القرن التاسع عشر للميلاد. ويعتبر جان مارتن شاركو وسيغموند فرويد من أبرز الرواد في هذا المضمار.

## الأعراض
يعاني الشخص المريض بالعصاب غالباً من اكتئاب، خوف، غياب الشعور بالعواطف والأحاسيس، غياب الاتزان النفسي والعاطفي، القلق والوساوس والشكوك التي لا أساس لها؛ أو قد يظهر المرض النفسي في شكل حدوث شلل أو تيبس أو ارتعاش لعضو في الجسم دون أن يكون لها سبب فيزيولوجي أو قد تظهر أعراض داخلية كالشعور بألم في أحد أجزاء الجسم كالمعدة دون سبب فيزيولوجي وتتنوع الأعراض الجسمية بشكل كبير حسب استجابات كل شخص.

## الخصائص
يدرك المصاب أنه يعاني من وعكة نفسية ويحاول علاجها ومواجهتها. إضافة إلى أنه لا يفقد القدرة على الاتصال بالواقع خلافا للذهان. يعاني مريض العصاب من مشاكل في التكيف مع البيئة، إضافة إلى عدم قدرته على تغيير نمط بعض التصرفات القهرية، عدم القدرة في تطوير شخصية مركبة وعميقة (شخصية قوية ومتكيفة)، أو عدم القدرة على تطوير شخصية مرضية كل هذه المشاكل تؤدي في نهاية الأمر إلى شعوره بالمعاناة والضغط النفسي والخوف وبالتالي الاكتئاب. يعتقد أن غالبية البشر واجهوا العصاب بدرجات طفيفة خلال حياتهم؛ إلا أنها عند بعض الأشخاص تتطور وتشدد لتصبح مشكلة تعيق الإنسان وتجعله غير قادر على تنفيذ مهامه ووظائفه.
وفقاً للدكتور George Boeree يمكن أن تتضمّن آثار العصاب: القلق، الحزن، الاكتئاب، الغضب، التشوش الذهني، انخفاض التقييم الذاتي الخ. أعراض سلوكية مثل تجنب رهابي، يقظة، أعمال متهوّرة، خمول وغيرها. مشاكل معرفية مثل أفكار مزعجة، تكرار الأفكار والهوس، تخيلات معتادة، سلبية وسخرية إلخ. ويؤدي العصاب إلى التبعية، العدوانية، الكمالية، العزلة الاجتماعية والسلوك الغير مناسب بين الأفراد الخ..

## الأسباب
1-جيناتي وراثي
2-تجارب مؤلمة وضغط مزمن
3-عدم توازن في المركبات الكيميائية والهرمونية في المخ، وهي من أشهر أنواع الخوف.
4-التنشئة الاجتماعية فاختلاف الوالدين في أنماط رعاية الطفل ونقص ثقتهم في دورهم كآباء والجو الأسري غير المستقر ومشاعر القسوة والنبذ والكره والتدليل الزائد تعتبر محددات أساسية في تكوين ردود الأفعال العصابية.
5-العوامل المرسبة وهي الأسباب والعوامل التي تسبق ظهور المرض النفسي مباشرة وتساعد في ظهوره وتعد الصدمات أو الأزمات التي يواجهها الفرد هي الأسباب المرسبة لحدوث المرض النفسي .

## العلاج
- عن طريق مُختصّ نفسي الذي يدير محادثات لمعرفة الأسباب الحقيقية للمعاناة، ويحاول استخراج أسباب الخوف والضغط من المريض، ومعًا يحاولان تبديدها وفهمها بشكل مختلف، وإخراجها من اللاوعي، ويعملان أيضًا على تقوية الشخصية وتطوير القدرة على التعبير العاطفي والإحساسي.
- معرفة أسباب الخوف مهمٌ جدًا لنجاح العلاج؛ لذا لا بُدَّ للمريض أن يتشارك ويتفاعل مع المختصّ بشكلٍ كاملٍ، ويخبره أي شيءٍ يخيفه ويضغطه.
- عن طريق أدوية مضادة للاكتئاب مثل: SSRI، وفي بعض الأحيان، أدوية مضادة للشك والوسواس (عامل مضاد الدوبامين).
- تعتبر أيضًا التمارين الرياضية والاسترخائية مفيدة.